# Xuân Lộc, Triệu Sơn
Xuân Lộc là một xã thuộc huyện Triệu Sơn, tỉnh Thanh Hóa, Việt Nam.

## Địa lý
Xã Xuân Lộc nằm ở phía bắc huyện Triệu Sơn, có vị trí địa lý:
- Phía đông giáp xã Thọ Phú
- Phía tây giáp xã Thọ Ngọc
- Phía nam giáp các xã Thọ Thế, Thọ Dân
- Phía bắc giáp huyện Thọ Xuân.

Xã Xuân Lộc có diện tích tự nhiên 8,04 km², quy mô dân số năm 2022 là 9.731 người, mật độ dân số đạt 1.210 người/km². Dân cư sinh sống tại Xuân Lộc chủ yếu là người Kinh.

## Lịch sử
Trước năm 1945, địa bàn xã Xuân Lộc ngày nay là một phần của tổng Thượng Cốc (thuộc phủ Thọ Xuân).
Sau khi Cách mạng tháng Tám thành công, vùng đất là xã Trung Thành thuộc huyện Thọ Xuân; đến năm 1948 thì sáp nhập với xã Quả Nhuệ thành xã Thọ Lộc.
Năm 1954, xã Thọ Lộc được chia thành 3 xã Thọ Lộc, Xuân Lộc, Xuân Thịnh cùng thuộc huyện Thọ Xuân. Xã Xuân Lộc gồm 4 làng: Cốc Thuận, Thành Tín, Thủy Tú, Yên Trinh; xã Xuân Thịnh gồm 8 làng: Cốc Thượng, Cốc Tự, Oanh Cốc, Phú Thượng, Phú Thịnh, Phú Trung, Thái Khang.
Ngày 25 tháng 2 năm 1965, 13 xã thuộc huyện Thọ Xuân cùng 20 xã thuộc huyện Nông Cống được tách ra để hợp thành huyện Triệu Sơn. Các xã Xuân Lộc, Xuân Thịnh cùng thuộc huyện Triệu Sơn.
Đến năm 2018, xã Xuân Lộc có 9 thôn, đánh số từ 1 đến 9, xã Xuân Thịnh có 8 thôn, đánh số từ 1 đến 8. Ngày 11 tháng 7 cùng năm, Hội đồng nhân dân tỉnh Thanh Hóa khóa XVII thông qua Nghị quyết về việc sắp xếp thôn, tổ dân phố trên địa bàn tỉnh. Theo đó:
- Xã Xuân Lộc: nhập các thôn 1, 2, 3 thành thôn Thủy Tú, nhập thôn 4 và thôn 5 thành thôn Cốc Thuận, nhập thôn 6 và thôn 7 thành thôn Yên Trinh, nhập thôn 8 và thôn 9 thành thôn Thành Tín;
- Xã Xuân Thịnh: nhập thôn 1 và thôn 2 thành thôn Thu Đông, nhập thôn 3 và thôn 7 thành thôn Hùng Cường, nhập thôn 4 và thôn 5 thành thôn Phú Vinh, nhập thôn 6 và thôn 8 thành thôn Khang Thịnh.

Sau sắp xếp, các xã Xuân Lộc, Xuân Thịnh mỗi xã đều có 4 thôn.
Năm 2022, xã Xuân Lộc có diện tích 3,28 km², dân số là 4.306 người, mật độ dân số đạt 1.313 người/km²; xã Xuân Thịnh có diện tích 4,76 km², dân số là 5.425 người, mật độ dân số đạt 1.140 người/km².
Ngày 24 tháng 10 năm 2024, Ủy ban Thường vụ Quốc hội thông qua Nghị quyết số 1238/NQ-UBTVQH15 (có hiệu lực từ ngày 1 tháng 1 năm 2025). Theo đó, nhập toàn bộ diện tích và dân số của xã Xuân Thịnh vào xã Xuân Lộc.

## Hành chính
Xã Xuân Lộc gồm 8 thôn: Cốc Thuận, Hùng Cường, Khang Thịnh, Phú Vinh, Thành Tín, Thu Đông, Thủy Tú, Yên Trinh.